# Onychocella angulosa
Onychocella angulosa is een mosdiertjessoort uit de familie van de Onychocellidae. De wetenschappelijke naam van de soort is, als Cellepora angulosa, voor het eerst geldig gepubliceerd in 1848 door Reuss.